# 黄河 (扬琴演奏家)
黄河（1954年—），汉族，中华人民共和国扬琴演奏家、教育家，中央音乐学院教授、中央音乐学院附中党委书记、副校长。第十一届全国政协委员。

## 生平
2008年，当选第十一届全国政协委员，代表教育界，分入第四十二组。